# Giovanni Ghio
Giovanni Ghio (Sestri Levante, 13 maggio 1901 – 8 gennaio 1987) è stato un calciatore italiano.
Ha giocato con il Livorno in massima serie negli anni 1920-1922.
Capitano di lungo corso e primo di quattro fratelli, ha presto abbandonato la carriera calcistica, diventando comandante di transatlantici, tra cui il Conte Rosso. Dopo la seconda guerra mondiale, alla quale ha partecipato come comandante di una motosilurante, è diventato commerciante di attrezzature nautiche (incluse vele e reti da pesca) a Sestri Levante. Negli anni '50-'60 ha ripreso a navigare come comandante su alcune delle super-petroliere di Paul Getty.